# Liste der denkmalgeschützten Objekte im Okres Bratislava I/K–L
Die Liste der denkmalgeschützten Objekte im Okres Bratislava I/K–L enthält die nach slowakischen Denkmalschutzvorschriften geschützten Objekte im Stadtbezirk Okres Bratislava I, der den Stadtteil Staré Mesto umfasst, in den Straßen beginnend mit den Buchstaben K bis L.

## Denkmäler
| Foto |                 | Denkmal / č. ÚZPF                             | Standort / Konskr. Nr.                                                                             | Offizielle Beschreibung                                              | Beschreibung | Metadaten                                                                  |
| ---- | --------------- | --------------------------------------------- | -------------------------------------------------------------------------------------------------- | -------------------------------------------------------------------- | --- | -------------------------------------------------------------------------- |
| ja   | Datei hochladen | Bürgerhaus(sk) ObjektID: 101-11423/0          | Kapitulská ul. 1 Standort KG: Staré Mesto Konskr.Nr.: 100334                                       | Albrecht A., 1885–1958, skladateľ; Albrecht J., 1919–1996, skladateľ | Bürgerhaus des Komponisten Alexander Albrecht (* 1885; † 1958) und seines Sohnes des Komponisten Ján Albrecht (* 1919; † 1996) in der Straße Kapitulská ulica 1.                                                               | č. NKP: 101-11423/0 Stand des NKP: 2012-02-08 Name: DOM MEŠTIANSKY         |
| ja   | Datei hochladen | Bürgerhaus(sk) ObjektID: 101-74/0             | Kapitulská ul. 4 (SZ časť MPR) Standort KG: Staré Mesto Konskr.Nr.: 100301                         | radový, Malý prepoštský dom                                          | Reihen-, Bürgerhaus, Kleines Propsthaus in der Straße Kapitulská ulica 4, nordwestlicher Teil des Stadtdenkmalreservats. | č. NKP: 101-74/0 Stand des NKP: 2012-02-08 Name: DOM MEŠTIANSKY            |
| ja   | Datei hochladen | Bürgerhaus(sk) ObjektID: 101-72/0             | Kapitulská ul. 7 (Farská ul.) Standort KG: Staré Mesto Konskr.Nr.: 316                             | schodiskový, nárožný, bývalá kanónia                                 | Treppenhausartiges Eck- und Bürgerhaus, ehemalige Kanonie in der Straße Kapitulská ulica 7 und Straße Farská ulica. | č. NKP: 101-72/0 Stand des NKP: 2012-02-08 Name: DOM MEŠTIANSKY            |
| ja   | Datei hochladen | Bürgerhaus(sk) ObjektID: 101-71/0             | Kapitulská ul. 9 (Farská ul.) Standort KG: Staré Mesto Konskr.Nr.: 101317                          | prejazdový, nárožný, rím.-kat. farský úrad sv. Martin                | Eck-, Bürgerhaus mit Durchfahrt; Römisch-katholisches Pfarramt Heiliger Martin in der Straße Kapitulská ulica 9 und Straße Farská ulica.                                                                                       | č. NKP: 101-71/0 Stand des NKP: 2012-02-08 Name: DOM MEŠTIANSKY            |
| ja   | Datei hochladen | Bürgerhaus(sk) ObjektID: 101-69/0             | Kapitulská ul. 11 Standort KG: Staré Mesto Konskr.Nr.: 318                                         |                                                                      | Bürgerhaus in der Straße Kapitulská 11. | č. NKP: 101-69/0 Stand des NKP: 2012-02-08 Name: DOM MEŠTIANSKY            |
| ja   | Datei hochladen | Gedenkwohnhaus(sk) ObjektID: 101-10670/0      | Kapitulská ul. 12 Standort KG: Staré Mesto Konskr.Nr.: 100305                                      | Szonyi A. 1885–1968, architekt, publicista                           | Gedenkwohnhaus des Architekten und Publizisten Andrej Szonyi (* 1885; † 1968) in der Straße Kapitulská ulica 12. | č. NKP: 101-10670/0 Stand des NKP: 2012-02-08 Name: DOM BYTOVÝ PAMÄTNÝ     |
| ja   | Datei hochladen | Bürgerhaus(sk) ObjektID: 101-10457/0          | Kapitulská ul. 14 Standort KG: Staré Mesto Konskr.Nr.: 1306                                        | priechodový, radový                                                  | Reihen-, Bürgerhaus mit Durchgang in der Straße Kapitulská 14. | č. NKP: 101-10457/0 Stand des NKP: 2012-02-08 Name: DOM MEŠTIANSKY         |
| ja   | Datei hochladen | Bürgerhaus(sk) ObjektID: 101-66/0             | Kapitulská ul. 15 Standort KG: Staré Mesto Konskr.Nr.:                                             | prejazdový, nárožný                                                  | Eck-, Bürgerhaus mit Durchfahrt in der Straße Kapitulská ulica 15. | č. NKP: 101-66/0 Stand des NKP: 2012-02-08 Name: DOM MEŠTIANSKY            |
| ja   | Datei hochladen | Bürgerhaus(sk) ObjektID: 101-70/0             | Kapitulská ul. 16 (za obj. Kapitulská č. 14) Standort KG: Staré Mesto Konskr.Nr.: 121              | solitér                                                              | Solitäres Bürgerhaus in der Straße Kapitulská 16 (hinter dem Objekt in der Straße Kapitulská Nummer 14). | č. NKP: 101-70/0 Stand des NKP: 2012-02-08 Name: DOM MEŠTIANSKY            |
| ja   | Datei hochladen | Bürgerhaus(sk) ObjektID: 101-68/0             | Kapitulská ul. 18 Standort KG: Staré Mesto Konskr.Nr.: 1308                                        | prejazdový, radový                                                   | Reihen-, Bürgerhaus mit Durchfahrt in der Straße Kapitulská 18. | č. NKP: 101-68/0 Stand des NKP: 2012-02-08 Name: DOM MEŠTIANSKY            |
| ja   | Datei hochladen | Palais(sk) ObjektID: 101-64/1                 | Kapitulská ul. 19 Standort KG: Staré Mesto Konskr.Nr.: 321                                         | nárožný, Prepoštský palác                                            | Eckpalais, Prepoštský palác (deutsch Propstpalais) in der Straße Kapitulská 19. | č. NKP: 101-64/1 Stand des NKP: 2012-02-08 Name: PALÁC                     |
| ja   | Datei hochladen | Seminar(sk) ObjektID: 101-67/0                | Kapitulská ul. 20 Standort KG: Staré Mesto Konskr.Nr.: 1309                                        | prejazdový, radový Imrichov seminár, malý seminár                    | Reihenhaus, Gebäude des Imrichsseminars mit Durchfahrt. Kleines Seminar in der Straße Kapitulská ulica 20. | č. NKP: 101-67/0 Stand des NKP: 2012-02-08 Name: SEMINÁR                   |
| ja   | Datei hochladen | Bürgerhaus(sk) ObjektID: 101-65/0             | Kapitulská ul. 22 Standort KG: Staré Mesto Konskr.Nr.:                                             | radový                                                               | Reihen- und Bürgerhaus in der Straße Kapitulská ulica 22. | č. NKP: 101-65/0 Stand des NKP: 2012-02-08 Name: DOM MEŠTIANSKY            |
| ja   | Datei hochladen | geschütztes Kollegium(sk) ObjektID: 101-62/1  | Kapitulská ul. 26 (Rudnayovo nám.) Standort KG: Staré Mesto Konskr.Nr.: 312                        | chodbový, nárožný, bohoslovecký seminár                              | Eck- und gangartiges geschütztes Kollegium, Seminar in der Straße Kapitulská ulica 26 (Platz Rudnayovo námestie). | č. NKP: 101-62/1 Stand des NKP: 2012-02-08 Name: KOLÉGIUM PAMÄTNÉ          |
| ja   | Datei hochladen | Gedenktafel(sk) ObjektID: 101-62/2            | Kapitulská ul. 26 (na fasáde) Standort KG: Staré Mesto Konskr.Nr.: 312                             | Vajanský S.H. 1847–1916                                              | Gedenktafel an der Fassade des Seminars an den Schriftsteller Svetozár Hurban Vajanský (* 1847; † 1916) in der Straße Kapitulská ulica 26.                                                                                     | č. NKP: 101-62/2 Stand des NKP: 2012-02-08 Name: TABUĽA PAMÄTNÁ            |
| ja   | Datei hochladen | Stadtpalais(sk) ObjektID: 101-73/0            | Kapitulská ul. 6-8-10 (pri hradbách, Z časť jadra) Standort KG: Staré Mesto Konskr.Nr.: 100302,304 | prejazdový, radový, Eszterházyho palác                               | Palais Eszterházy (derzeit in schlechtem Zustand) mit Durchfahrt in der Straße Kapitulská ulica Nummern 6-8-10, neben den Wällen, westlicher Abschnitt des Kerns. Film zur geplanten Restaurierung, Agoria, 2015               | č. NKP: 101-73/0 Stand des NKP: 2012-02-08 Name: PALÁC MESTSKÝ             |
| ja   | Datei hochladen | Statue(sk) ObjektID: 101-75/2                 | Kapitulská ul. (nádvorie Prepošst. paláca) Standort KG: Staré Mesto Konskr.Nr.:                    | sv. Alžbeta; súsošsie sv. Alžbety s deťmi                            | Heilige Elisabeth. Statue der hl. Elisabeth mit Kindern auf dem Hofplatz des Palais Prepoštský palác (deutsch Propstpalais) in der Straße Kapitulská ulica.                                                                    | č. NKP: 101-75/2 Stand des NKP: 2012-02-08 Name: SOCHA                     |
| ja   | Datei hochladen | Sockel(sk) ObjektID: 101-75/1                 | Kapitulská ul. (nádvorie Prepošst. paláca) Standort KG: Staré Mesto Konskr.Nr.:                    | štvorboký, kamenný, hranolový podstavec                              | Viereckiger, steinerner, balkenartiger Sockel auf dem Hofplatz des Palais Prepoštský palác (deutsch Propstpalais) in der Straße Kapitulská ulica.                                                                              | č. NKP: 101-75/1 Stand des NKP: 2012-02-08 Name: PODSTAVEC                 |
| ja   | Datei hochladen | Bürgerhaus(sk) ObjektID: 101-76/0             | Kapucínska ul. 1 Standort KG: Staré Mesto Konskr.Nr.: 334                                          | radový                                                               | Reihen-, Bürgerhaus in der Straße Kapucíska ulica 1. | č. NKP: 101-76/0 Stand des NKP: 2012-02-08 Name: DOM MEŠTIANSKY            |
| ja   | Datei hochladen | Mehrfunktionshaus(sk) ObjektID: 101-11485/0   | Karpatská ul. 2-4 (Šancová ul.) KG: Staré Mesto Konskr.Nr.: 3089                                   | nárožný, budova bývalej YMCY                                         | Mehrfunktionales Eckhaus; das Gebäude des ehemaligen unabhängigen Kirchenverbandes YMCA in welchem das Kino YMCA (ehemaliges Kino Dukla) betrieben wird. Es befindet sich in der Straße Karpatská ulica 2-4 und Šancová ulica. | č. NKP: 101-11485/0 Stand des NKP: 2012-02-08 Name: DOM POLYFUNKČNÝ        |
| ja   | Datei hochladen | Bürgerhaus(sk) ObjektID: 101-79/0             | Klariská ul. 1 (Farská ul.) KG: Staré Mesto Konskr.Nr.: 330                                        | prejazdový, nárožný                                                  | Eck-, Bürgerhaus in der Straße Klarinská ulica 1 und Farská ulica. | č. NKP: 101-79/0 Stand des NKP: 2012-02-08 Name: DOM MEŠTIANSKY            |
| ja   | Datei hochladen | Kirche(sk) Klarissenkirche ObjektID: 101-78/2 | Klariská ul. 3 Standort KG: Staré Mesto Konskr.Nr.: 331                                            | r. k. sv. Kríža; klariský                                            | Römisch-katholische Klarissenkirche des heiligen Kreuzes in der Straße Klariská 3. In heutiger Zeit dient sie als Konzert- und Theatersaal sowie für Ausstellungen.                                                            | č. NKP: 101-78/2 Stand des NKP: 2012-02-08 Name: KOSTOL                    |
| ja   | Datei hochladen | Gedenktafel(sk) ObjektID: 101-78/3            | Klariská ul. 5 (na fasáde) Standort KG: Staré Mesto Konskr.Nr.: 331                                | Bartók B. 1881–1945, skladateľ                                       | Gedenktafel an den ungarischen Komponisten Béla Bartók (* 1881; † 1945) an der Fassade des Hauses in der Straße Klarinská 5.                                                                                                   | č. NKP: 101-78/3 Stand des NKP: 2012-02-08 Name: TABUĽA PAMÄTNÁ            |
| ja   | Datei hochladen | Klarissenkloster(sk) ObjektID: 101-78/1       | Klariská ul. 3-5 Standort KG: Staré Mesto Konskr.Nr.: 331                                          | klariský                                                             | Klarissenkloster in der Straße Klariská ulica 3-5. | č. NKP: 101-78/1 Stand des NKP: 2012-02-08 Name: KLÁŠTOR KLARISIEK         |
| ja   | Datei hochladen | Wohnhaus(sk) ObjektID: 101-643/0              | Klemensova ul. 4,6 (Grösslingová 26) Standort KG: Staré Mesto Konskr.Nr.: 2486                     | schodiskový, nárožný, nájomný dom                                    | Treppenhausartiges Eck-, Wohnhaus in der Straße Klemensova ulica 4 und 6 und Straße Grösslingová ulica 26. | č. NKP: 101-643/0 Stand des NKP: 2012-02-08 Name: DOM BYTOVÝ               |
| ja   | Datei hochladen | Verwaltungsgebäude(sk) ObjektID: 101-751/0    | Klemensova ul. 8 Standort KG: Staré Mesto Konskr.Nr.: 2526                                         | chodbový + schodiskový, solitér, Budova riaditeľstva železníc        | Solitäres Verwaltungsgebäude, gangartig und treppenhausartig, Gebäude der Direktion der Eisenbahnen. | č. NKP: 101-751/0 Stand des NKP: 2012-02-08 Name: BUDOVA ADMINISTRATÍVNA   |
|      | Datei hochladen | Wohnhaus(sk) ObjektID: 101-10471/0            | Klemensova ul. 10 KG: Staré Mesto Konskr.Nr.: 2527                                                 | radový                                                               | Reihen-, Wohnhaus in der Straße Klemensova 10. | č. NKP: 101-10471/0 Stand des NKP: 2012-02-08 Name: DOM BYTOVÝ             |
| ja   | Datei hochladen | Wohnhaus(sk) ObjektID: 101-10472/0            | Klemensova ul. 12 Standort KG: Staré Mesto Konskr.Nr.: 2528,102528                                 | radový                                                               | Reihen-, Wohnhaus in der Straße Klemensova 12. | č. NKP: 101-10472/0 Stand des NKP: 2012-02-08 Name: DOM BYTOVÝ             |
| ja   | Datei hochladen | Verwaltungsgebäude(sk) ObjektID: 101-10474/0  | Klemensova ul. 19 Standort KG: Staré Mesto Konskr.Nr.: 2522                                        | SAV                                                                  | Verwaltungsgebäude in der Straße Klemensova ulica 19. Slovenská akadémia vied (SAV) (deutsch Slowakische Akademie der Wissenschaften).                                                                                         | č. NKP: 101-10474/0 Stand des NKP: 2012-02-08 Name: BUDOVA ADMINISTRATÍVNA |
| ja   | Datei hochladen | Wohnhaus(sk) ObjektID: 101-10473/0            | Klemensova ul. 15-17 Standort KG: Staré Mesto Konskr.Nr.: 2521                                     |                                                                      | Wohnhaus in der Straße Klemensova ulica 15-17. | č. NKP: 101-10473/0 Stand des NKP: 2012-02-08 Name: DOM BYTOVÝ             |
| ja   | Datei hochladen | Gedenkwohnhaus(sk) ObjektID: 101-82/1         | Klobúčnicka ul. 2, 4 Standort KG: Staré Mesto Konskr.Nr.: 442                                      | nárožný nájomný dom                                                  | Gedenk-, Eck-, Wohn-, Mietshaus in der Straße Klobúčnicka ulica 2 und 4. | č. NKP: 101-82/1 Stand des NKP: 2012-02-08 Name: DOM BYTOVÝ PAMÄTNÝ        |
| ja   | Datei hochladen | Gedenkbürgerhaus(sk) ObjektID: 101-82/2       | Klobúčnicka ul. 2, 4 (vo dvore) Standort KG: Staré Mesto Konskr.Nr.: 442                           | Hummel J.N., Hummelov dom, 1778–1837                                 | Gedenkbürgerhaus des Komponisten Johann Nepomuk Hummel (* 1778; † 1837), "Hummelov dom" (deutsch "Hummels Haus") im Hof in der Straße Klobúčnicka ulica 2 und 4.                                                               | č. NKP: 101-82/2 Stand des NKP: 2012-02-08 Name: DOM MEŠTIANSKY PAMÄTNÝ    |
| ja   | Datei hochladen | Gedenktafel(sk) ObjektID: 101-82/3            | Klobúčnicka ul. 2, 4 (na fasáde Hummel. dom) Standort KG: Staré Mesto Konskr.Nr.: 442              | Hummel J.N. 1778–1837, skladateľ                                     | Gedenktafel an den Komponisten Johann Nepomuk Hummel (* 1778; † 1837) an der Fassade des sogenannten "Hummels Hauses" in der Straße Klobúčnicka ulica 2 und 4.                                                                 | č. NKP: 101-82/3 Stand des NKP: 2012-02-08 Name: TABUĽA PAMÄTNÁ            |
| ja   | Datei hochladen | Wohnhaus(sk) ObjektID: 101-85/0               | Klobúčnicka ul. 5 (Nedbalova 11) Standort KG: Staré Mesto Konskr.Nr.: 100457                       | nárožný, nájomný dom                                                 | Eck-, Miets- und Wohnhaus in der Straße Klobúčnicka ulica 5 (Ecke Straße Nedbalova 11) | č. NKP: 101-85/0 Stand des NKP: 2012-02-08 Name: DOM BYTOVÝ                |
| ja   | Datei hochladen | Wohnhaus(sk) ObjektID: 101-526/0              | Konventná ul. 1 Standort KG: Staré Mesto Konskr.Nr.: 101619                                        | nárožný, Heckenastov dom                                             | Eck-, Wohnhaus, Heckenastov dom (deutsch "Heckenastovs Haus") in der Straße Konventná ulica 1. | č. NKP: 101-526/0 Stand des NKP: 2012-02-08 Name: DOM BYTOVÝ               |
| ja   | Datei hochladen | Wohnhaus(sk) ObjektID: 101-532/0              | Konventná ul. 2 KG: Staré Mesto Konskr.Nr.:                                                        | radový, nájomný dom                                                  | Reihen-, Miets- und Wohnhaus in der Straße Konventná ulica 2. | č. NKP: 101-532/0 Stand des NKP: 2012-02-08 Name: DOM BYTOVÝ               |
| ja   | Datei hochladen | Wohnhaus(sk) ObjektID: 101-527/0              | Konventná ul. 3 KG: Staré Mesto Konskr.Nr.: 621                                                    | radový, nájomný dom                                                  | Reihen-, Miets- und Wohnhaus in der Straße Konventná ulica 3. | č. NKP: 101-527/0 Stand des NKP: 2012-02-08 Name: DOM BYTOVÝ               |
| ja   | Datei hochladen | Wohnhaus(sk) ObjektID: 101-533/0              | Konventná ul. 4 KG: Staré Mesto Konskr.Nr.: 1686                                                   | radový, konzervatórium                                               | Reihen-, Wohnhaus, Konservatorium in der Straße Konventná ulica 4. | č. NKP: 101-533/0 Stand des NKP: 2012-02-08 Name: DOM BYTOVÝ               |
| ja   | Datei hochladen | Wohnhaus(sk) ObjektID: 101-528/0              | Konventná ul. 5 KG: Staré Mesto Konskr.Nr.: 623                                                    | radový, Feiglerov dom                                                | Reihen-, Wohnhaus, "Feiglerov dom" (deutsch Feiglers Haus) in der Straße Konventná ulica 2. | č. NKP: 101-528/0 Stand des NKP: 2012-02-08 Name: DOM BYTOVÝ               |
| ja   | Datei hochladen | Wohnhaus(sk) ObjektID: 101-529/0              | Konventná ul. 7 KG: Staré Mesto Konskr.Nr.: 625                                                    | radový, nájomný dom                                                  | Reihen-, Miets- und Wohnhaus in der Straße Konventná ulica 7. | č. NKP: 101-529/0 Stand des NKP: 2012-02-08 Name: DOM BYTOVÝ               |
| ja   | Datei hochladen | Mietshaus(sk) ObjektID: 101-530/0             | Konventná ul. 9 KG: Staré Mesto Konskr.Nr.: 1626                                                   | radový, nájomný dom                                                  | Reihen-, Miets- und Wohnhaus in der Straße Konventná ulica 9. | č. NKP: 101-530/0 Stand des NKP: 2012-02-08 Name: DOM BYTOVÝ               |
| ja   | Datei hochladen | Schule(sk) ObjektID: 101-531/0                | Konventná ul. 11 Standort KG: Staré Mesto Konskr.Nr.: 628                                          | bohoslovecká fakulta, Slov. ev. bohoslovecká fakulta                 | Schule, Theologische Fakultät, Slowakische evangelische theologische Fakultät in der Straße Konventná ulica 11. | č. NKP: 101-531/0 Stand des NKP: 2012-02-08 Name: ŠKOLA                    |
|      | Datei hochladen | Aufbahrungskapelle(sk) ObjektID: 101-11121/0  | Konventná ul. 11 (Starý ev. cintorín) KG: Staré Mesto Konskr.Nr.: 628                              | ev. a. v., kaplnka bývalého star. ev. cint.                          | Evangelischer Friedhof (A.B.), Grabkapelle des ehemaligen alten evangelischen Friedhofes in der Straße Konventná ulica 11 (Alter evangelischer Friedhof).                                                                      | č. NKP: 101-11121/0 Stand des NKP: 2012-02-08 Name: KAPLNKA POHREBNÁ       |
| ja   | Datei hochladen | Lyzeum(sk) ObjektID: 101-87/1                 | Konventná ul. 13 (Lycejná ul.) Standort KG: Staré Mesto Konskr.Nr.: 629                            | Štúr Ľudovít, ev. vzdelanci, Nové ev. lýceum                         | Ľudovít Štúr (* 1815; † 1856), evangelischer Gelehrter, Neues evangelisches Lyzeum in der Straße Konventná ulica 13 und Lycejná ulica.                                                                                         | č. NKP: 101-87/1 Stand des NKP: 2012-02-08 Name: LÝCEUM PAMÄTNÉ            |
| ja   | Datei hochladen | Gedenktafel(sk) ObjektID: 101-87/2            | Konventná ul. 13 (Na fasáde lýcea) Standort KG: Staré Mesto Konskr.Nr.: 629                        | študenti lýcea; Štúr Ľ. a iní                                        | Gedenktafel an die Studenten des Lyzeums, Ľudovít Štúr (* 1815; † 1856) und andere an der Fassade des Lyzeums in der Straße Konventná ulica 13.                                                                                | č. NKP: 101-87/2 Stand des NKP: 2012-02-08 Name: TABUĽA PAMÄTNÁ            |
| ja   | Datei hochladen | Wohnhaus(sk) ObjektID: 101-86/0               | Konventná ul. 14 (Veterná ul.) Standort KG: Staré Mesto Konskr.Nr.: 630                            | nárožný, Braníkov dom, nájomný dom                                   | Eck-, Miets-, Wohnhaus, "Braníkov dom" (deutsch "Braníkovs Haus") in der Straße Konventná ulica 14 und Straße Veterná ulica.                                                                                                   | č. NKP: 101-86/0 Stand des NKP: 2012-02-08 Name: DOM BYTOVÝ                |
| ja   | Datei hochladen | Lyzeum(sk) ObjektID: 101-87/3                 | Konventná ul. 15 Standort KG: Staré Mesto Konskr.Nr.: 631                                          | Štúr Ľudovít, ev. vzdelanci; Staré evanjelické lýceum                | Ľudovít Štúr (* 1815; † 1856), evangelischer Gelehrter, Altes evangelisches Lyzeum in der Straße Konventná ulica 15. | č. NKP: 101-87/3 Stand des NKP: 2012-02-08 Name: LÝCEUM PAMÄTNÉ            |
|      | Datei hochladen | Schule(sk) ObjektID: 101-90/0                 | Kostolná ul. 1 KG: Staré Mesto Konskr.Nr.: 411                                                     | cirkevná                                                             | Kirchliche Schule in der Straße Kostolná ulica 1. | č. NKP: 101-90/0 Stand des NKP: 2012-02-08 Name: ŠKOLA                     |
| ja   | Datei hochladen | Wohnhaus(sk) ObjektID: 101-492/0              | Kozia ul. 12 KG: Staré Mesto Konskr.Nr.: 100600                                                    | schodisko, nárožný nájomný dom                                       | Stiegenhaus, Eck-, Miets- und Wohnhaus in der Straße Kozia ulica 12. | č. NKP: 101-492/0 Stand des NKP: 2012-02-08 Name: DOM BYTOVÝ               |
| ja   | Datei hochladen | Wohnhaus(sk) ObjektID: 101-487/0              | Kozia ul. 13 KG: Staré Mesto Konskr.Nr.: 603                                                       | schodiskový, radový, nájomný dom                                     | Treppenhausartiges Reihen-, Miets- und Wohnhaus in der Straße Kozia ulica 13. | č. NKP: 101-487/0 Stand des NKP: 2012-02-08 Name: DOM BYTOVÝ               |
| ja   | Datei hochladen | Wohnhaus(sk) ObjektID: 101-488/0              | Kozia ul. 15 KG: Staré Mesto Konskr.Nr.: 101604                                                    | schodiskový, radový, nájomný dom                                     | Treppenhausartiges Reihen-, Miets- und Wohnhaus in der Straße Kozia ulica 15. | č. NKP: 101-488/0 Stand des NKP: 2012-02-08 Name: DOM BYTOVÝ               |
| ja   | Datei hochladen | Wohnhaus(sk) ObjektID: 101-489/0              | Kozia ul. 17 KG: Staré Mesto Konskr.Nr.: 100605                                                    | radový dom palácového typu                                           | Palaisartiges Reihen-, Wohnhaus in der Straße Kozia ulica 17. | č. NKP: 101-489/0 Stand des NKP: 2012-02-08 Name: DOM BYTOVÝ               |
| ja   | Datei hochladen | Wohnhaus(sk) ObjektID: 101-490/0              | Kozia ul. 19 KG: Staré Mesto Konskr.Nr.: 608                                                       | schodiskový, radový, nájomný dom                                     | Treppenhausartiges Reihen-, Miets- und Wohnhaus in der Straße Kozia ulica 19. | č. NKP: 101-490/0 Stand des NKP: 2012-02-08 Name: DOM BYTOVÝ               |
| ja   | Datei hochladen | Wohnhaus(sk) ObjektID: 101-493/0              | Kozia ul. 20 (Panenská ul.) KG: Staré Mesto Konskr.Nr.: 611                                        | schodiskový, nárožný, nájomný dom                                    | Treppenhausartiges Eck-, Reihen-, Miets- und Wohnhaus in der Straße Kozia ulica 20 und Straße Panenská ulica. | č. NKP: 101-493/0 Stand des NKP: 2012-02-08 Name: DOM BYTOVÝ               |
| ja   | Datei hochladen | Wohnhaus(sk) ObjektID: 101-491/0              | Kozia ul. 21 (Podjavorinskej ul.) KG: Staré Mesto Konskr.Nr.: 610                                  | schodiskový, nárožný, nájomný dom                                    | Treppenhausartiges Eck-, Miets- und Wohnhaus in der Straße Kozia ulica 21 und Straße Podjavorinskej ulica. | č. NKP: 101-491/0 Stand des NKP: 2012-02-08 Name: DOM BYTOVÝ               |
|      | Datei hochladen | Verwaltungsgebäude(sk) ObjektID: 101-11236/0  | Križkova ul. 9 KG: Staré Mesto Konskr.Nr.: 949,1949                                                | chodbová, nárožná, Zemědělská rada pre Slovensko                     | Gangartiges Eck-, Verwaltungsgebäude der ehemaligen landwirtschaftlichen Rates für Slowakei Zemědělská rada pre Slovensko in der Straße Križkova ulica 9.                                                                      | č. NKP: 101-11236/0 Stand des NKP: 2012-02-08 Name: BUDOVA ADMINISTRATÍVNA |
|      | Datei hochladen | Verwaltungsgebäude(sk) ObjektID: 101-594/0    | Križkova ul. 5-7 (Vratnanská ul.) KG: Staré Mesto Konskr.Nr.: 100947                               | nárožná, archív                                                      | Eck-, Verwaltungsgebäude und Archiv in der Straße Križkova ulica 5 bis 7 und Straße Vratnanská ulica. | č. NKP: 101-594/0 Stand des NKP: 2012-02-08 Name: BUDOVA ADMINISTRATÍVNA   |
| ja   | Datei hochladen | Wohnhaus(sk) ObjektID: 101-553/0              | Kúpeľná ul. 2 KG: Staré Mesto Konskr.Nr.: 100029                                                   | radový, nájomný dom                                                  | Reihen-, Miets- und Wohnhaus in der Straße Kúpeľná ulica 2. | č. NKP: 101-553/0 Stand des NKP: 2012-02-08 Name: DOM BYTOVÝ               |
| ja   | Datei hochladen | Badehaus(sk) ObjektID: 101-552/0              | Kúpeľná ul. 9 (Medená ul.) KG: Staré Mesto Konskr.Nr.: 100026                                      | schodiskový, nárožný, kúpele Grössling                               | Treppenhausartiges Eck-, Badehaus Grössling in der Straße Kúpeľná ulica 9 und Straße Medená ulica. | č. NKP: 101-552/0 Stand des NKP: 2012-02-08 Name: KÚPELE                   |
| ja   | Datei hochladen | Wohnhaus(sk) ObjektID: 101-422/0              | Kuzmányho ul. 3 KG: Staré Mesto Konskr.Nr.: 827                                                    | solitér                                                              | Solitäres Wohnhaus in der Straße Kuzmányho ulica 3. | č. NKP: 101-422/0 Stand des NKP: 2012-02-08 Name: DOM BYTOVÝ               |
| ja   | Datei hochladen | Wohnhaus(sk) ObjektID: 101-426/0              | Kuzmányho ul. 4 Standort KG: Staré Mesto Konskr.Nr.: 835                                           | solitér                                                              | Solitäres Wohnhaus in der Straße Kuzmányho ulica 4. | č. NKP: 101-426/0 Stand des NKP: 2012-02-08 Name: DOM BYTOVÝ               |
| ja   | Datei hochladen | Villa(sk) ObjektID: 101-427/1                 | Kuzmányho ul. 6 Standort KG: Staré Mesto Konskr.Nr.: 101836                                        | solitér                                                              | Solitäre Villa in der Straße Kuzmányho ulica 6. | č. NKP: 101-427/1 Stand des NKP: 2012-02-08 Name: VILA                     |
| ja   | Datei hochladen | Garten(sk) ObjektID: 101-427/2                | Kuzmányho ul. 6 Standort KG: Staré Mesto Konskr.Nr.: 101836                                        |                                                                      | Garten in der Straße Kuzmányho ulica 6. | č. NKP: 101-427/2 Stand des NKP: 2012-02-08 Name: ZÁHRADA                  |
| ja   | Datei hochladen | Villa(sk) ObjektID: 101-428/1                 | Kuzmányho ul. 8 Standort KG: Staré Mesto Konskr.Nr.: 1837                                          | solitér                                                              | Solitäre Villa in der Straße Kuzmányho ulica 8. | č. NKP: 101-428/1 Stand des NKP: 2012-02-08 Name: VILA                     |
| ja   | Datei hochladen | Villengarten(sk) ObjektID: 101-428/2          | Kuzmányho ul. 8 Standort KG: Staré Mesto Konskr.Nr.: 1837                                          |                                                                      | Garten an der Villa in der Straße Kuzmányho ulica 8. | č. NKP: 101-428/2 Stand des NKP: 2012-02-08 Name: ZÁHRADA VILOVÁ           |
| ja   | Datei hochladen | Villa(sk) ObjektID: 101-423/1                 | Kuzmányho ul. 9 Standort KG: Staré Mesto Konskr.Nr.: 830                                           | solitér; Dom dr. Michaelisa                                          | Solitäre Villa, "Dom dr. Michaelisa" (deutsch "Dr. Michaelis Haus") in der Straße Kuzmányho ulica 8. | č. NKP: 101-423/1 Stand des NKP: 2012-02-08 Name: VILA                     |
| ja   | Datei hochladen | Villa(sk) ObjektID: 101-429/1                 | Kuzmányho ul. 10 Standort KG: Staré Mesto Konskr.Nr.: 101838                                       |                                                                      | Villa in der Straße Kuzmányho ulica 10. | č. NKP: 101-429/1 Stand des NKP: 2012-02-08 Name: VILA                     |
| ja   | Datei hochladen | Garten(sk) ObjektID: 101-429/2                | Kuzmányho ul. 10 Standort KG: Staré Mesto Konskr.Nr.: 101838                                       |                                                                      | Garten in der Straße Kuzmányho ulica 10. | č. NKP: 101-429/2 Stand des NKP: 2012-02-08 Name: ZÁHRADA                  |
| ja   | Datei hochladen | Wohnhaus(sk) ObjektID: 101-424/1              | Kuzmányho ul. 13 Standort KG: Staré Mesto Konskr.Nr.: 832,100832                                   | schodiskový, solitér                                                 | Treppenhausartiges, solitäres Wohnhaus in der Straße Kuzmányho ulica 13. | č. NKP: 101-424/1 Stand des NKP: 2012-02-08 Name: DOM BYTOVÝ               |
| ja   | Datei hochladen | Garten(sk) ObjektID: 101-424/2                | Kuzmányho ul. 13 Standort KG: Staré Mesto Konskr.Nr.: 832,100832                                   |                                                                      | Garten in der Straße Kuzmányho ulica 13. | č. NKP: 101-424/2 Stand des NKP: 2012-02-08 Name: ZÁHRADA                  |
| ja   | Datei hochladen | Wohnhaus(sk) ObjektID: 101-431/1              | Kuzmányho ul. 14 (Vlčkova ul.) Standort KG: Staré Mesto Konskr.Nr.: 521,1840                       | schodiskový, nárožný, solitér                                        | Treppenhausartiges und solitäres Eck-, Wohnhaus in der Straße Kuzmányho ulica 14 und Straße Vlčkova ulica. | č. NKP: 101-431/1 Stand des NKP: 2012-02-08 Name: DOM BYTOVÝ               |
| ja   | Datei hochladen | Garten(sk) ObjektID: 101-431/2                | Kuzmányho ul. 14 (Vlčkova ul.) Standort KG: Staré Mesto Konskr.Nr.:                                |                                                                      | Garten in der Straße Kuzmányho ulica 14 (Straße Vlčkova ulica). | č. NKP: 101-431/2 Stand des NKP: 2012-02-08 Name: ZÁHRADA                  |
| ja   | Datei hochladen | Villa(sk) ObjektID: 101-425/1                 | Kuzmányho ul. 15 (Vlčkova ul.) Standort KG: Staré Mesto Konskr.Nr.: 833                            | nárožná, solitér                                                     | Solitäre Eckvilla in der Straße Kuzmányho ulica 15 (Straße Vlčkova ulica). | č. NKP: 101-425/1 Stand des NKP: 2012-02-08 Name: VILA                     |
| ja   | Datei hochladen | Garten(sk) ObjektID: 101-425/2                | Kuzmányho ul. 15 (Vlčkova ul.) Standort KG: Staré Mesto Konskr.Nr.: 833                            |                                                                      | Garten in der Straße Kuzmányho ulica 15 (Straße Vlčkova ulica). | č. NKP: 101-425/2 Stand des NKP: 2012-02-08 Name: ZÁHRADA                  |
| ja   | Datei hochladen | Wohnhaus(sk) ObjektID: 101-91/0               | Laurinská ul. 1 (Rybárska brána) KG: Staré Mesto Konskr.Nr.: 100133                                | nárožný, 1. bratislavská sporiteľňa                                  | Eck-, Wohnhaus, 1. bratislavská sporiteľňa (deutsch Erste Slowakische Sparkasse) in der Straße Laurinská ulica (Tor Rybárska brána).                                                                                           | č. NKP: 101-91/0 Stand des NKP: 2012-02-08 Name: DOM BYTOVÝ                |
|      | Datei hochladen | Sedilien(sk) ObjektID: 101-93/0               | Laurinská ul. 2 (vo výstavnej sieni) KG: Staré Mesto Konskr.Nr.:                                   | gotické sedílie                                                      | Gotische Sedilien im Ausstellungsraum in der Straße Laurinská ulica 2. | č. NKP: 101-93/0 Stand des NKP: 2012-02-08 Name: SEDÍLIE                   |
| ja   | Datei hochladen | Wohnhaus(sk) ObjektID: 101-92/0               | Laurinská ul. 3 (Radničná ul.) KG: Staré Mesto Konskr.Nr.: 100134                                  | nárožný, nájomný dom                                                 | Eck-, Miets-, Wohnhaus in der Straße Laurinská ulica 3 (Radničná ulica). | č. NKP: 101-92/0 Stand des NKP: 2012-02-08 Name: DOM BYTOVÝ                |
| ja   | Datei hochladen | Wohnhaus(sk) ObjektID: 101-94/0               | Laurinská ul. 7 (Uršulínska ul.) KG: Staré Mesto Konskr.Nr.: 136                                   | schodiskový, nárožný, nájomný dom                                    | Treppenhausartiges Eck-, Miets-, Wohnhaus in der Straße Laurinská ulica 7 und Straße Uršulínska ulica. | č. NKP: 101-94/0 Stand des NKP: 2012-02-08 Name: DOM BYTOVÝ                |
| ja   | Datei hochladen | Bürgerhaus(sk) ObjektID: 101-95/0             | Laurinská ul. 9 KG: Staré Mesto Konskr.Nr.: 137                                                    | nárožný                                                              | Eck-, Bürgerhaus in der Straße Laurinská ulica 9. | č. NKP: 101-95/0 Stand des NKP: 2012-02-08 Name: DOM MEŠTIANSKY            |
| ja   | Datei hochladen | Wohnhaus(sk) ObjektID: 101-97/0               | Laurinská ul. 16 KG: Staré Mesto Konskr.Nr.: 214                                                   | radový, nájomný dom                                                  | Reihen-, Wohnhaus in der Straße Laurinská ulica 16. | č. NKP: 101-97/0 Stand des NKP: 2012-02-08 Name: DOM BYTOVÝ                |
| ja   | Datei hochladen | Mehrfunktionshaus(sk) ObjektID: 101-11271/0   | Laurinská ul. 17 KG: Staré Mesto Konskr.Nr.: 64                                                    | radový, Central passage                                              | Reihen-, Mehrfunktionshaus, Central passage in der Straße Laurinská ulica 17. | č. NKP: 101-11271/0 Stand des NKP: 2012-02-08 Name: DOM POLYFUNKČNÝ        |
| ja   | Datei hochladen | Portal(sk) ObjektID: 101-98/0                 | Laurinská ul. 18 (na dome č. 18) KG: Staré Mesto Konskr.Nr.: 215                                   |                                                                      | Portal in der Straße Laurinská ulica an dem Haus Nummer 18. | č. NKP: 101-98/0 Stand des NKP: 2012-02-08 Name: PORTÁL                    |
| ja   | Datei hochladen | Wohnhaus(sk) ObjektID: 101-96/0               | Laurinská ul. 19 KG: Staré Mesto Konskr.Nr.: 142                                                   | radový, nájomný dom                                                  | Reihen-, Miets-, Wohnhaus in der Straße Laurinská ulica 19. | č. NKP: 101-96/0 Stand des NKP: 2012-02-08 Name: DOM BYTOVÝ                |
| ja   | Datei hochladen | Theater(sk) ObjektID: 101-11538/2             | Laurinská ul. 20 (Gorkého 17) KG: Staré Mesto Konskr.Nr.: 100478                                   | kukátkové, reformované, bývalá činohra SND                           | Reformiertes Guckkastentheater, ehemalige Schauspielbühne des Slowakischen Nationaltheater in der Straße Laurinská ulica 20 und Straße Gorkého 17.                                                                             | č. NKP: 101-11538/2 Stand des NKP: 2012-02-08 Name: DIVADLO                |
|      | Datei hochladen | Gedenkhaus(sk) ObjektID: 101-11540/1          | Lazaretská ul. 9 KG: Staré Mesto Konskr.Nr.: 2397                                                  | Könyöki-Ellenbogen Jozef; 1829-1900, muzeológ, pamiatkár             | Gedenkhaus des Museumwissenschaftlers und Baudenkmalerhalters Jozef Könyöki-Ellenbogen (* 1829; † 1900) in der Straße Lazaretská ulica 9.                                                                                      | č. NKP: 101-11540/1 Stand des NKP: 2012-02-08 Name: DOM PAMÄTNÝ            |
|      | Datei hochladen | Statue(sk) ObjektID: 101-11540/2              | Lazaretská ul. 9 (v nike nad hl. vstupom) KG: Staré Mesto Konskr.Nr.: 2397                         | sv. Jozef; soška sv. Jozefa                                          | Hl. Josef, Statuette des Hl. Josef in der Wandnische über dem Haupteingang in der Straße Lazaretská ulica 9. | č. NKP: 101-11540/2 Stand des NKP: 2012-02-08 Name: SOCHA-VSA              |
|      | Datei hochladen | Wohnhaus(sk) ObjektID: 101-705/0              | Lazaretská ul. 24 (Grösslingová ul.) KG: Staré Mesto Konskr.Nr.: 2422                              | schodiskový, nárožný, nájomný dom                                    | Treppenhausartiges Eck-, Miets- und Wohnhaus in der Straße Lazaretská ulica 24 und Straße Grösslingová ulica. | č. NKP: 101-705/0 Stand des NKP: 2012-02-08 Name: DOM BYTOVÝ               |
| ja   | Datei hochladen | Kirche(sk) ObjektID: 101-11007/0              | Legionárska ul. KG: Staré Mesto Konskr.Nr.: 7147                                                   | ev. a. v. Nový kostol                                                | Neue evangelische Kirche (A.B.) in der Straße Legionárska ulica. | č. NKP: 101-11007/0 Stand des NKP: 2012-02-08 Name: KOSTOL                 |
| ja   | Datei hochladen | Hotel(sk) ObjektID: 101-476/0                 | Lermontovova ul. 1 Standort KG: Staré Mesto Konskr.Nr.:                                            | Klub polície                                                         | Hotel, Polizeiklub in der Straße Lermontovova ulica 1. | č. NKP: 101-476/0 Stand des NKP: 2012-02-08 Name: HOTEL                    |
| ja   | Datei hochladen | Wohnhaus(sk) ObjektID: 101-477/0              | Lermontovova ul. 9 Standort KG: Staré Mesto Konskr.Nr.: 914                                        | radový, nájomný dom                                                  | Reihen-, Miets-, Wohnhaus in der Straße Lermontovova ulica 9. | č. NKP: 101-477/0 Stand des NKP: 2012-02-08 Name: DOM BYTOVÝ               |
| ja   | Datei hochladen | Wohnhaus(sk) ObjektID: 101-438/0              | Lermontovova ul. 12 Standort KG: Staré Mesto Konskr.Nr.: 927                                       | nájomný dom                                                          | Miets-, Wohnhaus in der Straße Lermontovova ulica 12. | č. NKP: 101-438/0 Stand des NKP: 2012-02-08 Name: DOM BYTOVÝ               |
| ja   | Datei hochladen | Wohnhaus(sk) ObjektID: 101-439/0              | Lermontovova ul. 14 Standort KG: Staré Mesto Konskr.Nr.: 928                                       | nájomný dom                                                          | Miets-, Wohnhaus in der Straße Lermontovova ulica 14. | č. NKP: 101-439/0 Stand des NKP: 2012-02-08 Name: DOM BYTOVÝ               |
| ja   | Datei hochladen | Villa(sk) ObjektID: 101-440/0                 | Lermontovova ul. 16 Standort KG: Staré Mesto Konskr.Nr.: 929                                       |                                                                      | Villa in der Straße Lermontovova ulica 16. | č. NKP: 101-440/0 Stand des NKP: 2012-02-08 Name: VILA                     |
|      | Datei hochladen | Villa(sk) ObjektID: 101-434/0                 | Lermontovova ul. 17 KG: Staré Mesto Konskr.Nr.: 1918                                               | solitér                                                              | Solitäre Villa in der Straße Lermontovova ulica 17. | č. NKP: 101-434/0 Stand des NKP: 2012-02-08 Name: VILA                     |
| ja   | Datei hochladen | Villa(sk) ObjektID: 101-441/0                 | Lermontovova ul. 18 Standort KG: Staré Mesto Konskr.Nr.:                                           |                                                                      | Villa in der Straße Lermontovova ulica 18. | č. NKP: 101-441/0 Stand des NKP: 2012-02-08 Name: VILA                     |
| ja   | Datei hochladen | Villa(sk) ObjektID: 101-436/0                 | Lermontovova ul. 21 Standort KG: Staré Mesto Konskr.Nr.: 1920                                      | solitér                                                              | Solitäre Villa in der Straße Lermontovova ulica 21. | č. NKP: 101-436/0 Stand des NKP: 2012-02-08 Name: VILA                     |
| ja   | Datei hochladen | Villa(sk) ObjektID: 101-437/1                 | Lermontovova ul. 23 (Vlčkova ul.) Standort KG: Staré Mesto Konskr.Nr.: 921                         | nárožná, solitér; vlastný dom Dušana Jurkoviča                       | Solitäre Eckvilla in der Straße Lermontovova ulica 23 und Straße Vlčkova ulica. Eigenes Haus des Architekten Dušan Jurkovič.                                                                                                   | č. NKP: 101-437/1 Stand des NKP: 2012-02-08 Name: VILA                     |
| ja   | Datei hochladen | Garten(sk) ObjektID: 101-437/2                | Lermontovova ul. 23 (Vlčkova ul.) KG: Staré Mesto Konskr.Nr.:                                      |                                                                      | Garten in der Straße Lermontovova ulica 23 und Straße Vlčkova ulica. | č. NKP: 101-437/2 Stand des NKP: 2012-02-08 Name: ZÁHRADA                  |
| ja   | Datei hochladen | Wohnhaus(sk) ObjektID: 101-758/0              | Leškova ul. 3 KG: Staré Mesto Konskr.Nr.: 103004                                                   | nárožný, nájomný dom                                                 | Eck-, Miets-, Wohnhaus in der Straße Leškova ulica 3. | č. NKP: 101-758/0 Stand des NKP: 2012-02-08 Name: DOM BYTOVÝ               |
| ja   | Datei hochladen | Wohnhaus(sk) ObjektID: 101-11199/0            | Leškova ul. 5 Standort KG: Staré Mesto Konskr.Nr.: 3005                                            | radový, Činziak Celulózky                                            | Reihen-, Wohnhaus, Zinshaus der Zellulosenfabrik in der Straße Leškova ulica 5. | č. NKP: 101-11199/0 Stand des NKP: 2012-02-08 Name: DOM BYTOVÝ             |
| ja   | Datei hochladen | Wohnhaus(sk) ObjektID: 101-759/0              | Leškova ul. 6 KG: Staré Mesto Konskr.Nr.: 103016                                                   | schodiskový, radový, nájomný dom                                     | Treppenhausartiges Reihen-, Miets-, Wohnhaus in der Straße Leškova ulica 6. | č. NKP: 101-759/0 Stand des NKP: 2012-02-08 Name: DOM BYTOVÝ               |
| ja   | Datei hochladen | Wohnhaus(sk) ObjektID: 101-760/0              | Leškova ul. 7 KG: Staré Mesto Konskr.Nr.: 3006                                                     | schodiskový, radový, nájomný dom                                     | Treppenhausartiges Reihen-, Miets-, Wohnhaus in der Straße Leškova ulica 7. | č. NKP: 101-760/0 Stand des NKP: 2012-02-08 Name: DOM BYTOVÝ               |
| ja   | Datei hochladen | Wohnhaus(sk) ObjektID: 101-761/0              | Leškova ul. 8 Standort KG: Staré Mesto Konskr.Nr.:                                                 | radový, nájomný dom                                                  | Reihen-, Miets-, Wohnhaus in der Straße Leškova ulica 8. | č. NKP: 101-761/0 Stand des NKP: 2012-02-08 Name: DOM BYTOVÝ               |
| ja   | Datei hochladen | Wohnhaus(sk) ObjektID: 101-762/0              | Leškova ul. 10 Standort KG: Staré Mesto Konskr.Nr.: 103018                                         | schodiskový, nárožný, nájomný dom                                    | Treppenhausartiges Reihen-, Miets-, Wohnhaus in der Straße Leškova ulica 10. | č. NKP: 101-762/0 Stand des NKP: 2012-02-08 Name: DOM BYTOVÝ               |
| ja   | Datei hochladen | Wohnhaus(sk) ObjektID: 101-763/0              | Leškova ul. 11 KG: Staré Mesto Konskr.Nr.:                                                         | radový                                                               | Reihen-, Wohnhaus in der Straße Leškova ulica 11. | č. NKP: 101-763/0 Stand des NKP: 2012-02-08 Name: DOM BYTOVÝ               |
| ja   | Datei hochladen | Wohnhaus(sk) ObjektID: 101-764/0              | Leškova ul. 12 (Čajkovského ul. 6) Standort KG: Staré Mesto Konskr.Nr.: 3019                       | schodiskový, nárožný                                                 | Treppenhausartiges Eck- und Wohnhaus in der Straße Leškova ulica 12 und Čajkovského ulica 6. | č. NKP: 101-764/0 Stand des NKP: 2012-02-08 Name: DOM BYTOVÝ               |
| ja   | Datei hochladen | Wohnhaus(sk) ObjektID: 101-765/0              | Leškova ul. 13 KG: Staré Mesto Konskr.Nr.:                                                         | radový                                                               | Reihen-, Wohnhaus in der Straße Leškova ulica 13. | č. NKP: 101-765/0 Stand des NKP: 2012-02-08 Name: DOM BYTOVÝ               |
| ja   | Datei hochladen | Wohnhaus(sk) ObjektID: 101-766/0              | Leškova ul. 14 Standort KG: Staré Mesto Konskr.Nr.:                                                | schodiskový, radový                                                  | Treppenhausartiges Reihen-, Wohnhaus in der Straße Leškova ulica 14. | č. NKP: 101-766/0 Stand des NKP: 2012-02-08 Name: DOM BYTOVÝ               |
| ja   | Datei hochladen | Wohnhaus(sk) ObjektID: 101-767/0              | Leškova ul. 15 Standort KG: Staré Mesto Konskr.Nr.:                                                | radový                                                               | Reihen-, Wohnhaus in der Straße Leškova ulica 15. | č. NKP: 101-767/0 Stand des NKP: 2012-02-08 Name: DOM BYTOVÝ               |
| ja   | Datei hochladen | Wohnhaus(sk) ObjektID: 101-768/0              | Leškova ul. 17 Standort KG: Staré Mesto Konskr.Nr.: 103011                                         | schodiskový+chodbový, radový, Krajský pamiatkový úrad                | Treppenhausartiges, gangartiges Reihen-, Wohnhaus. Denkmalamt des Kraj. | č. NKP: 101-768/0 Stand des NKP: 2012-02-08 Name: DOM BYTOVÝ               |
| ja   | Datei hochladen | Wohnhaus(sk) ObjektID: 101-769/0              | Leškova ul. 18 KG: Staré Mesto Konskr.Nr.:                                                         | radový, obytný dom                                                   | Reihen-, Wohnhaus in der Straße Leškova ulica 18. | č. NKP: 101-769/0 Stand des NKP: 2012-02-08 Name: DOM BYTOVÝ               |
| ja   | Datei hochladen | Wohnhaus(sk) ObjektID: 101-770/0              | Leškova ul. 19 Standort KG: Staré Mesto Konskr.Nr.:                                                | radový                                                               | Reihen-, Wohnhaus in der Straße Leškova ulica 19. | č. NKP: 101-770/0 Stand des NKP: 2012-02-08 Name: DOM BYTOVÝ               |
| ja   | Datei hochladen | Wohnhaus(sk) ObjektID: 101-771/0              | Leškova ul. 20 Standort KG: Staré Mesto Konskr.Nr.: 3023                                           | schodiskový, radový                                                  | Treppenhausartiges Reihen-, Wohnhaus in der Straße Leškova ulica 20. | č. NKP: 101-771/0 Stand des NKP: 2012-02-08 Name: DOM BYTOVÝ               |
| ja   | Datei hochladen | Wohnhaus(sk) ObjektID: 101-772/0              | Leškova ul. 21 Standort KG: Staré Mesto Konskr.Nr.: 3013                                           | pavlačový, nárožný, nájomný dom                                      | Laubengangartiges, Eck-, Miets-, Wohnhaus in der Straße Leškova ulica 21. | č. NKP: 101-772/0 Stand des NKP: 2012-02-08 Name: DOM BYTOVÝ               |
| ja   | Datei hochladen | Bürgerhaus(sk) ObjektID: 101-729/0            | Lodná ul. 2 (Paulínyho ul.) KG: Staré Mesto Konskr.Nr.: 100167                                     | nárožný                                                              | Eck-, Bürgerhaus in der Straße Lodná ulica 2 und Straße Paulínyho ulica. | č. NKP: 101-729/0 Stand des NKP: 2012-02-08 Name: DOM MEŠTIANSKY           |

## Legende
Die Tabelle enthält im Einzelnen folgende Informationen:
| Foto:                    | Fotografie des Denkmals. |
| Denkmal / č. ÚZPF:       | Die Übersetzung der Bezeichnung des Denkmals, wie sie vom Slowakischen Denkmalamt (Pamiatkový úrad Slovenskej republiky) verwendet wird. Die Originalbezeichnung ist unter dem Fragezeichen angegeben. Fehlt die Übersetzung, so wird die Originalbezeichnung direkt angezeigt. Weiters ist die Objekt-Identifikationsnummer (Objekt ID) angeführt. Sie ist die offizielle, in der Slowakei eindeutige Nummer č. ÚZPF inklusive der zugehörigen Zählnummer, wie sie in den Daten des Denkmalamtes angegeben wird. Da diese nur innerhalb eines Landkreises gezählt wird, ist dessen Nummer der Denkmalnummer vorangestellt. |
| Standort:                | Wenn in der Liste vorhanden, ist die Adresse angegeben. In Klammern kann sich noch eine zusätzliche Adresse befinden, wenn es beispielsweise ein Eckhaus ist. Bei freistehenden Objekten ohne Adresse (zum Beispiel bei Bildstöcken) ist eine Adresse angegeben, die in der Nähe des Objekts liegt. Durch Aufruf des Links Standort wird die Lage des Denkmals in verschiedenen Kartenprojekten angezeigt. Darunter sind die Katastralgemeinde (KG) und, wenn vorhanden, die Konskriptionsnummer (Konskr. Nr.) angegeben.                                                                                                   |
| Offizielle Beschreibung: | Es ist die Kurzbeschreibung auf Slowakisch, wie sie in den offiziellen Listen angegeben ist, eingetragen. |
| Beschreibung:            | Kurze Angaben zum Denkmal auf Deutsch. |
| Metadaten:               | Zusätzlich werden, wenn in den persönlichen Einstellungen das Helferlein Dauerhaftes Einblenden von Metadaten aktiviert ist, ebensolche angezeigt. |

- Karte mit allen Koordinaten:
- OSM |
- WikiMap